# Avraham Even-Shoshan
Avraham Even-Shoshan, geboren als Avraham Rosenstein (hebräisch אברהם אבן-שושן) (geb. 25. Dezember 1906 in Minsk, Russisches Kaiserreich, heute Belarus; gest. 8. August 1984 in Jerusalem, Israel) war ein israelischer Lexikograf russischer Herkunft. Sein nach ihm benanntes hebräisches Wörterbuch genießt bis heute hohes Ansehen.

## Leben und Wirken

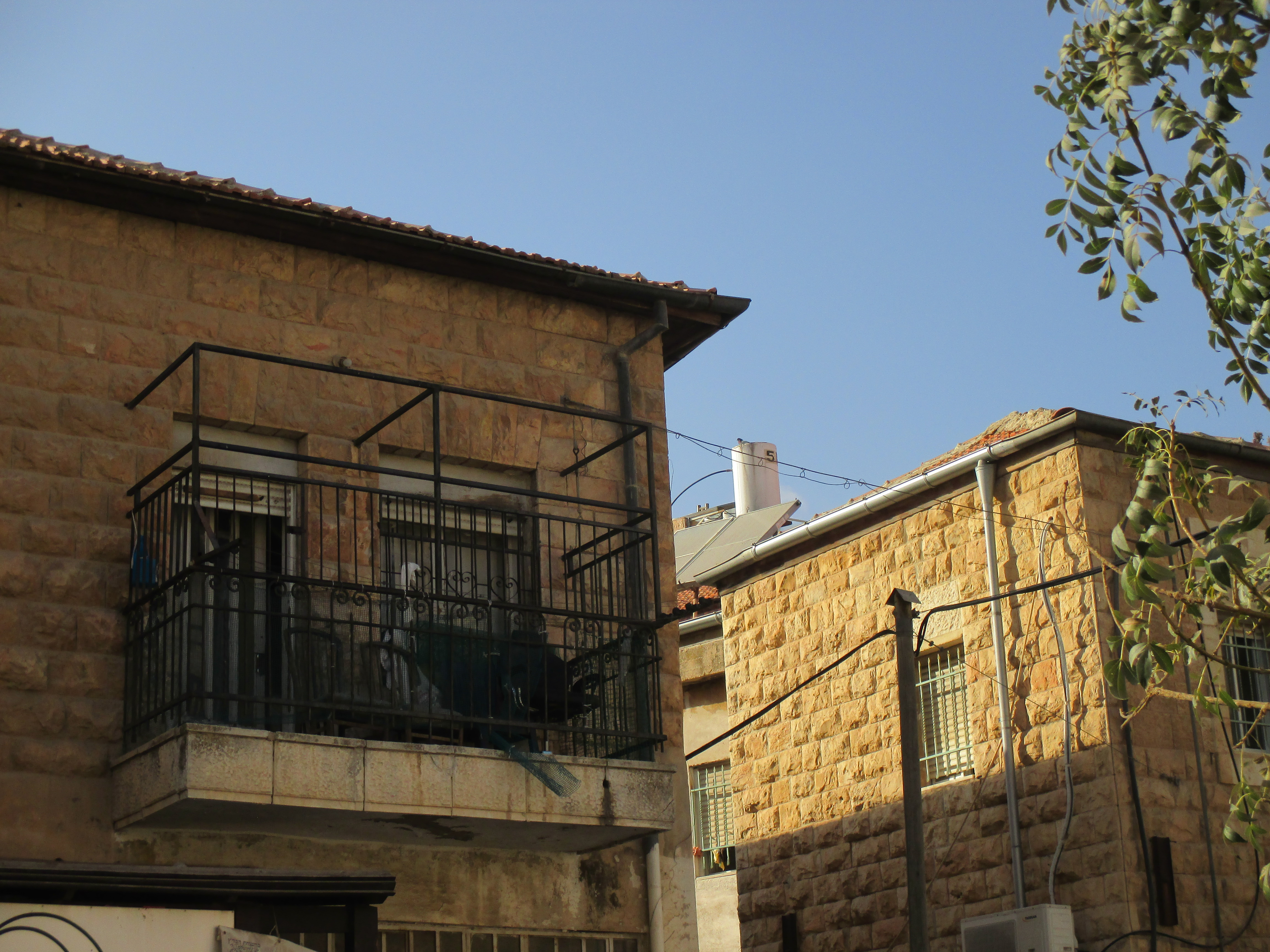
Even-Shoshans Wohnhaus in Jerusalem, Yosef Ben Matityahu Street 16, nahe Mea Shearim

Even-Shoshan war ein Sohn von Chaim David Rosenstein (1871–1934), einem zionistischen Lehrer und Journalisten, der seinem Sohn eine traditionelle jüdische Erziehung im Cheder und der Jeschiwa angedeihen ließ. Während der Oktoberrevolution wurde Druck auf jüdische Schulen ausgeübt, insbesondere das Studium der hebräischen Sprache wurde behindert. Als der Cheder, den Rosenstein leitete und in dem sein Sohn erzogen wurde, schließen musste, setzte dieser das Hebräischstudium zu Hause fort.
Mit 16 Jahren trat Avraham Even-Shoshan einer zionistischen Jugendbewegung bei und absolvierte nach der Mittelschule eine einjährige landwirtschaftliche Ausbildung, um sich auf seine Alija vorzubereiten. 1925 emigrierte er allein nach Palästina und änderte seinen Familiennamen in Even-Shoshan, die wörtliche hebräische Übersetzung seines Familiennamens, Rosenstein. Nach einigen Monaten in einem Kibbuz, in dem er als Schuhmacher und Landwirt eingesetzt wurde, zog er nach Jerusalem und wurde am dortigen von David Yellin geleiteten jüdischen Lehrerseminar als Lehrer diplomiert. Im Jahr 1936 erhielt er ein einjähriges Stipendium für die Universität London. Nach dem Aufenthalt in England kehrte er nach Jerusalem zurück, schloss 1943 sein Studium an der Hebräischen Universität mit dem Mastergrad ab und arbeitete bis 1967 als Lehrer und Schulleiter in Jerusalem. 1977 wurde er zum Mitglied der Akademie für die hebräische Sprache ernannt. Er starb am 8. August 1984 im Hadassa-Krankenhaus in Jerusalem und wurde auf dem städtischen Friedhof Har HaMenuchot begraben.
Seine ersten literarischen Bemühungen waren Beiträge in der Kinderzeitschrift Itonenu (Unsere Zeitung), die er 1932–1936 redigierte, und hebräische Übersetzungen von Kinderbüchern. Sein Hauptwerk ist jedoch das von ihm geschaffene Wörterbuch der hebräischen Sprache. Die Erstausgabe erschien 1947–1952 unter dem Namen Milon chadasch (Neues Wörterbuch), die zweite Ausgabe 1966–1970 als Ha-milon he-chadasch (Das neue Wörterbuch) und die dritte Ausgabe 2003 als Milon Even-Shoshan (Even Shoshans Wörterbuch). Zudem verfasste er eine Bibelkonkordanz, die 1977 publiziert wurde, und war Mitarbeiter einer 1960 veröffentlichten Konkordanz der Gedichte von Chaim Nachman Bialik.
Even-Shoshans Hauptwerk, sein Wörterbuch der hebräischen Sprache, diente als Quelle und Vorlage für zahlreiche weitere Wörterbucheditionen, etwa von Reuben Alcalay (hebräisch-englisch) und Yaakov Lavi (hebräisch-deutsch). Even-Shoshan selbst knüpfte an das Lebenswerk Eliezer Ben-Jehudas an, der 1910 begonnen hatte, sein Vollständiges Wörterbuch des alten und modernen Hebräisch, das erste Wörterbuch eines neu entstehenden Modernhebräisch, zu veröffentlichen.
Avraham Even-Shoshan sprach neben Hebräisch Jiddisch und Russisch.

## Auszeichnungen
- 1968: Jerusalem-Preis
- 1978: Israel-Preis, Abteilung Sprache
- 1981: Bialik-Preis

## Publikationen (Auswahl)
- Avraham Even-Shoshan. A New Concordance of the Bible: Thesaurus of the Language of the Bible, Hebrew and Aramaic, Roots, Words, Proper Names Phrases and Synonyms. Board of Jewish Education, 1984. ISBN 965-17-0098-X.